# Кіржемани (Чамзінський район)
Кіржема́ни (рос. Киржеманы, ерз. Киржеман) — село у складі Чамзінського району Мордовії, Росія. Входить до складу Алексієвського сільського поселення.

## Населення
Населення — 640 осіб (2010; 707 у 2002).
Національний склад (станом на 2002 рік):
- мордва — 72 %
- росіяни — 26 %